# بخش مونگلی
بخش مونگلی (به انگلیسی: Mungeli district) یک بخش در هند است که در Bilaspur Division واقع شده‌است. بخش مونگلی ۲٬۷۵۰٫۳۶ کیلومتر مربع مساحت و ۷۰۱٬۷۰۷ نفر جمعیت دارد.